# سامي ليلي
سامي ليلي (بالإنجليزية: Sammy Lilly) هو لاعب كرة قدم أمريكية أمريكي، ولد في 12 فبراير 1965 في أنكوريج في الولايات المتحدة.

## وصلات خارجية
- سامي ليلي على موقع مرجع كرة القدم المحترفة.كوم (الإنجليزية)